# Stellarium
Stellarium és un programari de simulació de planetaris, de caràcter educatiu. És programari lliure i està disponible per als principals sistemes operatius (entre aquests, Linux, Windows i MacOS).

## Visualització
Stellarium opera simulant en la pantalla la vista esfèrica del cel (en totes les direccions, fins i tot "sota el sòl"), en la qual és possible observar diversos cossos celestes, com la Lluna, el Sol, i diverses estrelles i constel·lacions. La vista es desenvolupa de forma tridimensional, ajustada a una forma "visual" o a una forma "binocular" (fisheye projection). El programa té l'opció de prendre la latitud i longitud de qualsevol ubicació geogràfica, amb la qual cosa és possible observar el cel en diferents parts del món. La visualització es duu en temps real, o en un temps de velocitat ajustable cap endavant i cap enrere en el temps, amb la qual cosa és possible "observar" el cel en qualsevol moment i lloc en la Terra.
Per a una visualització més realista, permet simular l'efecte de l'atmosfera, el qual resulta en una difuminació de la llum de les estrelles de nit, i en la lluentor i to blau que cobreix el cel de dia. Stellarium permet simular una "vista de món real", la qual inclou un efecte de sòl amb paisatges (de ciutat, bosc o altres models), grandària i lluentor aparent dels cossos celestes (en particular el Sol), efecte de boira i d'altres.
Altres opcions inclouen: una visualització de caràcter "artístic" amb dissenys de les constel·lacions; plànol equatorial/azimutal per a seguir el moviment dels cossos celestes; i compatibilitat amb catàlegs de cossos celestes com estels i nebuloses. El lloc web recomana una projecció en ambients foscs per a obtenir un millor realisme. El programa inclou l'opció de posar-lo en manera nocturna modificant els colors per a adequar-se a la vista en aquestes situacions.

## Requisits del sistema
Les capacitats del programa no requereixen un sistema relativament avançat, amb una quantitat baixa de memòria RAM (la versió 0.15.2 requereix 512 MB mínim i 1 GB recomanat), i una targeta de vídeo amb capacitat d'acceleració 3D.

## Utilització
Stellarium és també de gran utilitat per als interessats en l'astronomia en regions geogràfiques on el clima no és gaire benvolent amb aquesta activitat: per exemple, els cels gairebé sempre ennuvolats en alguns climes mediterranis. El lloc web reporta que el Stellarium és àmpliament utilitzat en diversos planetaris i per diversos professors i acadèmics. Al juny de 2006, Stellarium apareix com a "projecte del mes" en el lloc de desenvolupadors de SourceForge.

## Stellarium Mobile
Stellarium Mobile és una fork de Stellarium, desenvolupat per alguns dels membres de l'equip Stellarium. S'adreça als dispositius mòbils que funcionen amb Symbian, Maemo, Android i iOS. Algunes de les optimitzacions mòbils s'han integrat a la línia principal Stellarium.